# Stephenie Meyer
Stephenie Meyer, nacida como Stephenie Morgan (Hartford, Connecticut, 24 de diciembre de 1973), es una escritora y productora de cine estadounidense conocida por ser la autora de la Saga Crepúsculo (que comprende las novelas Crepúsculo, Luna nueva, Eclipse, Amanecer y Sol de medianoche).

## Biografía
Stephenie Meyer (Morgan de nacimiento) nació en Connecticut el 24 de diciembre de 1973 siendo hija de Stephen y Candy Morgan. Su familia se trasladó a Phoenix (Arizona) cuando ella tenía cuatro años, y allí creció junto a sus cinco hermanos: Seth, Emily, Jacob, Paul, y Heidi.
Su particular nombre ('Stephenie' en vez de 'Stephanie') viene del nombre de su padre, que se llamaba Stephen y decidió añadirle las letras "ie" para hacerlo un nombre de chica.
Meyer asistió a la escuela secundaria Chaparral de Scottsdale, Arizona. Durante el tiempo que estudió allí, fue galardonada con el premio Nacional al Mérito Escolar, que usó para pagar su ingreso en la universidad Brigham Young, en Utah, donde se recibió de Licenciada en Filología Inglesa en 1997. Su familia y ella pertenecen a La Iglesia de Jesucristo de los Santos de los Últimos Días desde muchos años atrás. Stephenie ha indicado que es muy puritana acerca de sus creencias por lo cual no bebe alcohol y no fuma.
Stephenie no contaba con ningún tipo de experiencia como escritora antes de Crepúsculo, por lo que había pensado en inscribirse en la carrera de leyes, porque sentía que no tenía ninguna posibilidad de convertirse en escritora. Más tarde con el nacimiento de su primer hijo, Gabe, cambió de opinión: 

"Una vez que tuve a Gabe, yo solo quería ser su mamá."

 Antes de convertirse en escritora, Meyer trabajaba como recepcionista en una empresa de propiedades. El estilo de Stephenie es muy descriptivo y se basa en el dominio de los diálogos.
Stephenie Meyer fue elegida como una de las autoras más prometedoras del 2005 en Publisher's Weekly.
Su primera obra, Crepúsculo, salió a la venta en 2005, su secuela, Luna nueva, lo hizo a principios de agosto de 2006. El tercer libro de la serie, Eclipse, salió el 31 de octubre de 2007. El cuarto Amanecer salió el 2 de agosto de 2008 y Meyer ha dicho que tiene planes para al menos un libro más del mismo tipo, llamado Sol de medianoche, siendo este último la versión narrada por Edward de Crepúsculo, el primero de la saga añadiendo que 

"La historia de Edward demandaba un libro solo para él."

 Pero al ser filtrado en Internet una de las copias de los primeros capítulos del libro, Meyer decidió dejar de escribirlo.
Las novelas de la serie Crepúsculo han ganado reconocimiento en todo el mundo y han vendido más de cien millones de copias, con traducciones a treinta y siete idiomas diferentes. Meyer fue la autora más vendida de 2008 y 2009 en los Estados Unidos, habiendo vendido más de veintinueve millones de libros en 2008, y veintiséis millones y medio en 2009.

## La Saga Crepúsculo

### Crepúsculo
Meyer dice que la idea para Crepúsculo llegó a ella en un sueño el 2 de junio de 2003. El sueño era sobre una chica humana y un vampiro que estaba enamorado de ella pero tenía sed de sangre. Con base en este sueño, Meyer escribió el primer borrador de lo que sería el capítulo 13 del libro. En cuestión de tres meses había transformado su sueño en una novela completa, aunque ella dice que no tenía la intención de publicar Crepúsculo y la escritura es para su propio disfrute. La respuesta de su hermana con el libro era entusiasta y convenció a Meyer para enviar el manuscrito a las agencias literarias.
De las quince cartas que escribió, cinco quedaron sin respuesta, nueve fueron rechazos, y la última fue una respuesta positiva por parte de Jodi Reamer de Writers House. Ocho editores compitieron por los derechos para publicar Crepúsculo en una subasta en 2003. En noviembre, Meyer había firmado por $750 000 por las tres primeras entregas de la Saga con Little, Brown and Company. Crepúsculo fue publicado en 2005 con setenta y cinco mil ejemplares en su primera edición. Alcanzó el número cinco en la lista de superventas del New York Times en la categoría Libros de capítulo para niños, dentro de un mes de su lanzamiento, y más tarde subió al uno. Los derechos al exterior se vendieron a más de veintiséis países. La novela fue nombrada por Publishers Weekly como "El Libro del Año" y fue seleccionado por el editor del New York Times.

### Novelas posteriores

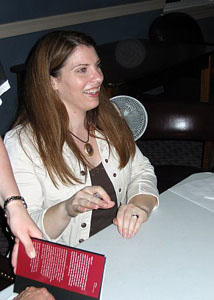
Stephenie Meyer promocionando la tercera entrega de la saga en 2007.

Tras el éxito de Crepúsculo (2005), Meyer amplió la historia en una serie de tres libros más: Luna nueva (2006), Eclipse (2007) y Amanecer (2008). En su primera semana después de la publicación, Luna Nueva alcanzó el número 5 en la lista del New York Times por Mejor Vendedor Libros de capítulo para niños, y en su segunda semana subió a la posición 1, donde permaneció durante las siguientes 11 semanas. En total permaneció 50 semanas en la lista. Después del lanzamiento de Eclipse, los tres primeros libros de la Saga permanecieron en la lista del New York Times un total de 143 semanas. La cuarta entrega de la Saga, Amanecer, fue lanzado con un total de 3,7 millones de copias. Más de 1,3 millones de copias fueron vendidas en el primer día. Por la novela, Meyer ganó su primer Premio British Book, a pesar de la competencia con Los cuentos de Beedle el bardo de JK Rowling. La Saga Crepúsculo ha vendido más de 100 millones de copias en todo el mundo en 37 idiomas. En 2008, los cuatro libros de la Saga ganaron los cuatro primeros lugares de la lista anual de superventas de USA Today. Meyer se convirtió en la primera autora en lograrlo además de ser la autora más vendida del año. En 2009 los libros ocuparon los mismos puestos por segundo año consecutivo.
En agosto de 2009, USA Today notificó que Stephenie Meyer ya había batido el récord de JK Rowling acerca de la cantidad de libros vendidos, los cuatro libros de la Saga pasaron 52 semanas consecutivas en el Top 10. Tras el lanzamiento de la cuarta entrada en la serie, Meyer indicó que Amanecer sería la última novela que se relate desde la perspectiva de Bella Swan.
El 5 de junio de 2010 fue lanzado a la venta La segunda vida de Bree Tanner y estuvo disponible en versión libre desde el 7 de junio hasta el 5 de julio en la página web de la autora. El libro tuvo una primera edición de 1,5 millones de copias. Por cada libro vendido, un dólar sería donado a la Cruz Roja Americana para apoyar los esfuerzos de ayuda en Haití y Chile. Para aquellos que tomaron la ventaja de la libre visualización habría una opción para que haga una donación si así lo quisiese. La versión en línea del libro era solo para su visualización y no se ofrecía una opción de descarga. La novela narra la historia de Bree Tanner, una vampiresa neófita (recién nacida) que aparece en el tercer libro de la serie, Eclipse, y el lado más oscuro del mundo en el que vive. El libro está escrito desde el punto de vista de Bree, en comparación con el resto de la saga, que es principalmente de carácter narrado por Bella Swan.
Sol de medianoche será la siguiente entrega de la saga, un recuento de los acontecimientos de la novela Crepúsculo, pero desde el punto de vista de Edward Cullen. Meyer tenía pensado publicar Sol de Medianoche algún tiempo poco después del lanzamiento de Amanecer, pero debido a la filtración del borrador de los primeros 12 capítulos, optó por retrasar el proyecto por tiempo indefinido. Finalmente Stephenie decidió no escribir ningún libro relacionado con la Saga, poniendo disponible en su página web los capítulos filtrados, luego debido a la pandemia del coronavirus, la autora decidió finalmente publicar el libro pues tenía listos los últimos capítulos del manuscrito. El libro será publicado el 4 de agosto de 2020.

### Inspiración

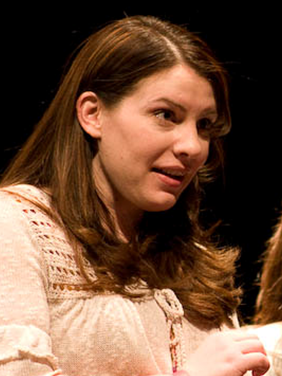
Stephenie en 2009

Meyer cita muchas novelas de inspiración para la Saga Crepúsculo, incluyendo Jane Eyre de Charlotte Brontë y Ana de las Tejas Verdes de LM Montgomery. Cada libro de la saga también se inspiró específicamente en un clásico literario diferente: Crepúsculo en Orgullo y prejuicio de Jane Austen, Luna Nueva en Romeo y Julieta de Shakespeare, Eclipse en Cumbres Borrascosas de Emily Brontë, y Amanecer en El mercader de Venecia y El sueño de una noche de verano, ambas de William Shakespeare. Meyer dijo: 

"He estado leyendo libros para adultos toda mi vida. Al crecer, yo era una lectora ávida, el libro más grueso, el mejor."

 También dijo que es una gran fan de Orson Scott Card, y que "no puede pasar un año sin releer los libros de Jane Austen."
Stephenie también dice que su escritura está fuertemente influenciada por la música y en su sitio web ha realizado lista con las canciones que inspiraron sus libros específicamente. Entre las bandas que son incluidas con mayor frecuencia se encuentran Muse, Blue October, My Chemical Romance, Coldplay y Linkin Park.
Como mormona, Meyer reconoce que su fe ha influido en su obra. En particular, dice que sus personajes "tienden a pensar más sobre dónde vienen y hacia dónde van, lo que podría ser la típica". Además dice que no hizo conscientemente que sus novelas tengan influencia mormona o que promuevan las virtudes de la abstinencia sexual y la pureza espiritual, pero reconoce que su escritura está determinada por sus valores, diciendo: 

"Yo no creo que mis libros van a ser muy gráficos u oscuros, a causa de lo que soy. Siempre va a haber un montón de luz en mis historias."

### Adaptaciones cinematográficas
Summit Entertainment obtuvo los derechos de Crepúsculo en abril de 2007. Catherine Hardwicke dirigió la película y el guion fue escrito por Melissa Rosenberg. Está protagonizada por Kristen Stewart como Bella Swan, Robert Pattinson como Edward Cullen y Taylor Lautner como Jacob Black. La película fue estrenada el 21 de noviembre de 2008. Meyer hace una breve aparición en una escena en la cafetería del pueblo. Tras el éxito de Crepúsculo, Summit dio luz verde a una adaptación de la secuela de la película, The Twilight Saga: New Moon, en noviembre de 2008. Chris Weitz dirigió la película, la cual fue estrenada el 20 de noviembre de 2009. Summit Entertainment confirmó una adaptación del tercer libro de la serie, Eclipse, en febrero de 2009 siendo David Slade el encargado de dirigir la película, que fue lanzada el 30 de junio de 2010. Summit Entertainment también obtuvo los derechos de Amanecer en noviembre de 2008, y en junio de 2010 aprobó una adaptación de dos partes que tenía previsto comenzarse a producir a finales de 2010. La primera parte se estrenó el 18 de noviembre de 2011, y la segunda parte fue lanzado el 16 de noviembre de 2012.

## La huésped
En mayo de 2008, la novela para adultos de ciencia ficción de Meyer, La huésped (en inglés The Host), fue lanzado por la división adulta de Little, Brown and Company. El libro narra la historia de Melanie Stryder y Wanderer, una mujer joven y un "alma" invasora alienígena que se ven obligados a trabajar como uno solo. La huésped debutó en el puesto 1 de la lista de superventas del New York Times y se mantuvo en la lista durante 26 semanas. Meyer ha dicho que está trabajando en otros libros en la serie de La Huésped y que tiene la intención de escribir una trilogía, y que el segundo y tercer libro se llamaran "El Alma" (The Soul) y "La Buscadora" (The Seeker), respectivamente. En una sesión de Q & A en Kansas City, Meyer dijo que ella tiene lineamientos para las secuelas y ha hecho escrito algo sobre ellas, pero tiene algunos reparos ya que el universo La Huésped es un "lugar peligroso", donde los personajes pueden morir, y ella no está segura si quiere matarlos. La novela fue adaptada al cine bajo la dirección de Andrew Niccol, y Diane Kruger interpretó a "La Buscadora" mientras que Saoirse Ronan interpretó a Melanie. Meyer fue productora de la película, que comenzó su rodaje el 12 de febrero de 2012, y fue finalmente estrenada el 29 de marzo de 2013.

## Noches de baile en el infierno
Uno de los cuentos de Meyer fue publicado en esta novela, que es una colección de historias sobre malas noches de baile de fin de curso con efectos sobrenaturales. La historia de Stephenie, "Hell on Earth" (El infierno en la tierra), se trataba de una diablesa llamada Sheba dispuesta a sembrar el caos en el baile de graduación. En dicho baile conocerá a un chico llamado Gabe que compartirá el protagonismo de esta en la novela.
Meyer colabora en este volumen con otras cuatro escritoras. Ellas son: Meg Cabot, Kim Harrison, Michele Jaffe y Lauren Myracle. El libro fue publicado en abril de 2007.

## Análisis

### Recepción
Entertainment Weekly ha declarado que "Meyer es la novelista vampiro más popular del mundo desde Anne Rice", mientras que The Guardian la describió como una "narradora imaginativa, autora prolífica y una figura nueva y poderosa en el mercado editorial." Wayne Janes de Toronto Sun estuvo de acuerdo, diciendo: 

"Los puntos de éxito de Meyer llegan hasta otra tendencia- el dominio virtual de la lista de superventas de los últimos años por lo que normalmente se clasifican como ficción para adultos jóvenes. [...] Ante la ausencia de una nueva aventura de Harry Potter, los adolescentes, los entusiastas de la fantasía y las mujeres (las ventas son en su mayoría para el sexo femenino) se desmayaron ante la idea de una virgen James Dean-ish vampiro. Meyer hizo a la chica go-to para el amor casto."

 Tymon Smith de The Times la ha descrito como la "superestrella de ficción para adultos jóvenes."
Meyer fue nombrada como "La Autora del Año" por USA Today en 2008 y una de "Las mujeres más influyentes de 2008", por MSN Lifestyle que la describe como una "luminaria literaria". También se clasificó en el puesto 49 de la lista de la revista Time de las "100 personas más influyentes en 2008" y se incluyó en su lista de "Gente que importaba", con Lev Grossman señalando:

"Quizá los estadounidenses no están listos para un candidato presidencial mormón todavía. Pero están más que listos para ungir a un mormón como el novelista más vendido de del año."

El novelista Orson Scott Card dijo: 

"[Stephenie Meyer] escribe con una claridad luminosa, nunca se interpone entre el lector y el sueño que comparten. Ella es la cosa real."

 Scott describió a Meyer como un "fenómeno increíble". Meyer fue incluida entre las "Personas más Fascinantes del Valle" de The Arizona Republic en diciembre de 2008. En una entrevista con Newsweek, la autora Jodi Picoult dijo: "Stephenie Meyer ha dejado a mucha gente enganchada en los libros, y eso es bueno para todos nosotros." Meyer ocupó el puesto número 5 en la lista de Forbes de "Mujeres de Hollywood que más dinero ganan", y fue la única autora de la lista, y se señaló que "la serie de libros de vampiros Crepúsculo para jóvenes y adultos han tomado el mundo editorial y de cine por sorpresa." Meyer ocupó el puesto número 82 en la lista de Vanity Fair de los "Top 100 Poderes de la Era de la Información" de 2009. Meyer apareció en un número del cómic biográfico Fuerza Femenina de Bluewater Productions título que celebra mujeres influyentes en la sociedad y la cultura pop. El cómic ha publicado anteriormente biografías de mujeres como Oprah Winfrey y la princesa Diana. Meyer fue el autor más vendido de la década, según una lista publicada por Amazon, ganando a JK Rowling.

### Seguidores
Meyer ha ganado muchos seguidores entre los lectores jóvenes adultos de sus novelas Crepúsculo, que se establece en la pequeña ciudad de Forks en la Península Olympic del estado de Washington. Forks ha recibido así la atención de sus seguidores, y celebra el "Día de Stephenie Meyer" el 13 de septiembre, la fecha de cumpleaños personaje de Bella Swan. Los fanáticos se expresan de otras maneras:. "[Ellos] se visten como sus personajes. Escriben sus propias historias sobre ellos y publicar sus cuentos en Internet. Cuando ella aparece en una librería, 3.000 personas van a su encuentro. Hay bandas de rock con temas referidos a Crepúsculo."

### Crítica
Comparando a Meyer con JK Rowling, Stephen King declaró: 

"La verdadera diferencia es que JK Rowling es una escritora estupenda, y Stephenie Meyer no puede escribir un comino. Ella no es buena.[...] Las personas se sienten atraídas por las historias, por el ritmo y en el caso de Stephenie Meyer, está muy claro que ella está escribiendo a toda una generación de chicas adolescentes y la apertura de una especie de caja fuerte de unión entre el amor y sexo en esos libros. Es excitante y es emocionante y no es particularmente amenazante porque no es abiertamente sexual."

El autor explica:

"Mucha de la parte física de la misma se transmite en cosas como que el vampiro va a tocar el antebrazo o ejecutar una mano sobre la piel, y ella vuelca toda caliente y fría. Y para las chicas adolescentes, que es una abreviatura de todos los sentimientos que no están preparadas para hacer frente todavía."

Meyer ha sido sumamente criticada tanto por grupos feministas como por psicólogos y escritores argumentando que la saga idealiza una relación física y psicológicamente abusiva, apuntando a que toda la vida de Bella gira en torno a Edward, nunca tiene el control de su propia vida, siendo totalmente dependiente y sumisa hacia Edward, quien la controla todo el tiempo con el pretexto de proteger su vida, su virginidad y su humanidad. Uno de los hechos más criticados es en Luna Nueva, cuando Bella decide ponerse en peligro continuamente solo para sentir la presencia de Edward, lo cual comprueba su amor enfermizo hacia él.[cita requerida]
Meyer ha rechazado tales críticas argumentando que ambos libros se centran en la elección de Bella y que el hecho de que Edward la cuide siempre se debe solo a su humanidad.

## Productora de cine
Meyer comenzó su propia compañía de producción en 2011 con el productor Meghan Hibbett. La compañía se llama Fickle Fish Films. En 2011, Stephenie ocupó gran parte del tiempo a la producción de las dos entregas de Amanecer, así como a la adaptación cinematográfica de la novela de Shannon Hale, Austenland que será dirigida por Jerusha Hess y protagonizada por Keri Russell, JJ Feild y Jennifer Coolidge, entre otros. En abril de 2012, Meyer anunció que estaría produciendo una adaptación cinematográfica de Down a Dark Hall, una novela escrita por Lois Duncan.

## Obras

### Novelas juveniles
Serie Crepúsculo (Twilight):
- Serie principal:
  1. Crepúsculo (Twilight) (2005)
1.5. Sol de medianoche (Midnight Sun) (2020)
  2. Luna nueva (New Moon) (2006)
  3. Eclipse (Eclipse) (2007)
3.5. La segunda vida de Bree Tanner (The Short Second Life Of Bree Tanner) (2010), novela corta
  4. Amanecer (Breaking Dawn) (2008)
- Libros relacionados:
  - Saga Crepúsculo: Guía oficial ilustrada (The Twilight Saga: The Official Illustrated Guide) (2011), guía de referencia
  - Vida y muerte: Crepúsculo reinterpretado (Life and Death: Twilight Reimagined) (2015), con motivo del 10.º aniversario de la publicación de la novela Crepúsculo

### Novelas
- La huésped (The Host) (2008)
- La química (The Chemist) (2016)

### Cuentos juveniles
- "Hell on Earth", publicado en Noches de baile en el infierno (Prom Nights from Hell) (2007)

### Cómics
Serie Crepúsculo (Twilight):
1. Twilight: The Graphic Novel (2010-2011), con Young Kim
2. New Moon: The Graphic Novel (2012), con Young Kim

### No ficción
- "Hero at the Grocery Store" (2006), artículo

## Adaptaciones
- Crepúsculo (2008), película dirigida por Catherine Hardwicke, basada en la novela Crepúsculo
- The Twilight Saga: New Moon (2009), película dirigida por Chris Weitz, basada en la novela Luna nueva
- The Twilight Saga: Eclipse (2010), película dirigida por David Slade, basada en la novela Eclipse
- The Twilight Saga: Breaking Dawn - Part 1 (2011), película dirigida por Bill Condon, basada en la novela Amanecer
- The Twilight Saga: Breaking Dawn - Part 2 (2012), película dirigida por Bill Condon, basada en la novela Amanecer
- The Host (2013), película dirigida por Andrew Niccol, basada en la novela La huésped
- Twilight Storytellers: The Mary Alice Brandon File (2015), corto dirigido por Kailey Spear y Sam Spear, basado en la serie de novelas Crepúsculo
- Twilight Storytellers: Consumed (2015), corto dirigido por Maja Fernqvist, basado en la serie de novelas Crepúsculo
- Twilight Storytellers: The Groundskeeper (2015), corto dirigido por Nicole Eckenroad, basado en la serie de novelas Crepúsculo
- Twilight Storytellers: Masque (2015), corto dirigido por Cate Carson, basado en la serie de novelas Crepúsculo
- Twilight Storytellers: Sunrise (2015), corto dirigido por Amanda Tasse, basado en la serie de novelas Crepúsculo
- Twilight Storytellers: Turncoats (2015), corto dirigido por Lindsey Hancock Williamson, basado en la serie de novelas Crepúsculo
- Twilight Storytellers: We've Met Before!! (2015), corto dirigido por Yulin Kuang, basado en la serie de novelas Crepúsculo